# Collage (EP)
Collage es el segundo extended play (EP) del dúo estadounidense de DJ's The Chainsmokers. Fue lanzado en 3 de octubre de 2015, a través de los sellos discográficos Disruptor y Columbia Records.

## Sencillos
«Don't Let Me Down» fue lanzado como el sencillo líder el 5 de febrero de 2016. La canción es en colaboración con la cantante pop estadounidense Daya y llegó al número tres en la lista de éxitos Billboard Hot 100, convirtiéndose en la segunda canción del dúo en llegar a un Top 10, la primera en serlo fue «Roses» un año antes.
«Inside Out», en colaboración con la cantante sueca Charlee Nyman, fue publicada como el segundo sencillo el 1 de abril de 2016. Desde su lanzamiento, alcanzó el puesto número trece en la lista Hot Dance/Electronic Songs de Billboard.
«Closer», junto a la cantante Halsey, se lanzó como el tercer sencillo el 29 de julio de 2016. La canción debutó en el lugar número nueve del Hot 100 de Billboard; siendo la tercera del dúo en llegar al top 10 de esa lista. Dos semanas más tarde, la canción alcanzó la primera posición, que para ambos, (The Chainsmokers y Halsey) sería el primer sencillo en lograr ser número uno en popularidad en Estados Unidos, durando doce semanas consecutivas en el puesto, y se convirtió en la canción que más semanas duró como tal en el 2016
«All We Know», la cual es una colaboración con Phoebe Ryan, se publicó como el cuarto sencillo del EP el 28 de septiembre de 2016. éste fue nombrado por algunos críticos como "una secuela de «Closer»".
El quinto y último sencillo del EP fue «Setting Fires», lanzado el mismo día de la publicación del EP. La canción presenta vocalmente al dúo americano de música electrónica XYLØ.

## Recepción crítica
Collage se calificó generalmente negativo, llevándose 3.5 estrellas de 10 de la revisión de Pitchfork, cuyo escritor Kevin Lozano, lo describió "esencialmente una acreción de tendencias" y "un paquete de búsqueda de mercado."

## Rendimiento comercial
Collage debutó en el número 6 de la lista Billboard 200 el 26 de noviembre de 2016, con 39 000 copias vendidas, de las cuales sólo 9000 eran ventas puras del álbum. Hasta el 1 de enero de 2017, el EP había vendido 1 000 000 de unidades equivalentes en los Estados Unidos.

## Lista de canciones
| N.º | Título                          | Escritor(es)                                                                      | Productor(es)                    | Duración |  |
| 1.  | «Setting Fires» (con XYLØ)      | Andrew Taggart, Melanie Fontana y Jon Asher                                       | The Chainsmokers y DJ Swivel     | 4:07     |  |
| 2.  | «All We Know» (con Phoebe Ryan) | Taggart, Sara Hjellström y Nirob Islam                                            | The Chainsmokers y DJ Swivel     | 3:14     |  |
| 3.  | «Closer» (con Halsey)           | Taggart, Ashley Frangipane, Shaun Frank, Frederic Kennett, Isaac Slade y Joe King | The Chainsmokers y DJ Swivel     | 4:05     |  |
| 4.  | «Inside Out» (con Charlee)      | Taggart y Charlee Nyman                                                           | The Chainsmokers                 | 3:53     |  |
| 5.  | «Don't Let Me Down» (con Daya)  | Taggart, Emily Warren y Scott Harris                                              | The Chainsmokers y Gino Barletta | 3:28     |  |

## Posicionamiento
| Listas (2016)                              | Posición más alta |
| ------------------------------------------ | ----------------- |
| Australian Albums (ARIA)                   | 23                |
| Canadian Albums (Billboard)                | 2                 |
| Irish Albums (IRMA)                        | 16                |
| New Zealand Albums (RMNZ)                  | 7                 |
| Scottish Albums (OCC)                      | 74                |
| Taiwanese Albums (Five Music)              | 10                |
| UK Albums (OCC)                            | 49                |
| US Billboard 200                           | 6                 |
| US Top Dance/Electronic Albums (Billboard) | 1                 |

## Certificaciones
| País   | Organismo certificador | Certificación | Ventas certificadas | Ref.  |
| ------ | ---------------------- | ------------- | ------------------- | ----- |
| México | AMPROFON               | Platino + Oro | 90 000              | [ 8 ] |